# Illa Chatfield
L'illa Chatfield és una illa de la costa nord de la província canadenca de la Colúmbia Britànica. Al nord i a l'oest hi ha l'illa Yeo, i a l'est l'illa Cunningham. Va ser nomenada el 1876 per l'Oficina Hidrogràfica de l'Almirallat Britànic en honor al capità Alfred John Chatfield. La seva costa nord va ser cartografiada per primera vegada per George Vancouver el 1793, i la costa oest per un dels seus tinents, James Johnstone, aquell mateix any.